# لشکر ۹۸ چترباز هائش
لشکر ۹۸ چترباز هائش (عبری: עֻצְבַּת הָאֵשׁ‎) لشکر پیاده‌نظام چترباز زیرمجموعه نیروی زمینی اسرائیل است، که در سال ۱۹۷۴ تأسیس شد و از سال ۲۰۲۴ تحت امر فرماندهی مرکزی اسرائیل فعالیت می‌کند.
این لشکر در جنگ ۱۹۸۲ لبنان، جنگ اسرائیل و لبنان، نبرد ۲۰۱۴ اسرائیل و غزه، جنگ غزه، درگیری اسرائیل و حزب‌الله (۲۰۲۳–۲۰۲۴) و حمله اسرائیل به لبنان به‌عنوان یگان عمل‌کننده حضور داشت.

## تاریخچه
این لشکر در سال ۱۹۷۴ با عنوان لشکر ۹۶ هائش و با پیروی از درس‌های جنگ یوم کیپور تأسیس شد و فرمانده آن یک افسر ارشد پیاده‌نظام و چترباز بود و به همین دلیل لشکر کاچزار نامیده شد. این در حالی بود که در طول جنگ، یک ستاد فرماندهی لشکر تحت فرماندهی کاچزار، به فرماندهی سرتیپ امانوئل شیکد، برای عملیات ویژه تأسیس شد که «نیروی صخره‌ای» نامیده می‌شد. اولین فرمانده آن سرتیپ دن شومرون بود. قابل توجه‌ترین عملیات این لشکر از زمان تأسیس، حمله آبی-خاکی و فرود در دهانه رودخانه آوال در طول عملیات صلح برای جلیل، به فرماندهی آموس یارون است. نیروهای این لشکر وظیفه قطع ارتباط تیپ «قلعه» سازمان آزادی‌بخش فلسطین را با ستاد خود در بیروت و جلوگیری از عقب‌نشینی پرسنل این سازمان به بیروت بر عهده گرفتند. در ۶ و ۷ ژوئن، نیروی دریایی اسرائیل شروع به پیاده کردن نیروهای این لشکر در ساحل کرد. در ۷ ژوئن، نیروهای این لشکر با حرکت به سمت شمال، به منطقه دامور رسیدند. در همین حال، سایر نیروهای این لشکر محاصره شهر صیدا در لبنان را تکمیل کردند و به نیروهای تشکیلات جلیله و تشکیلات گاعش پیوستند.
در ۹ و ۱۰ ژوئن، نیروهای لشکر ۹۸ هائش به ورودی‌های جنوبی بیروت رسیدند و شروع به نبردهای سنگین در خطوط دفاعی شهر کردند. از آن به بعد، به مدت دو ماه، نیروهای این لشکر آنچه را که بعدها به عنوان «محاصره بیروت» شناخته شد، انجام دادند.
لشکر ۹۸ چترباز هائش در تابستان ۲۰۰۶، تحت فرماندهی ایال آیزنبرگ در جنگ دوم لبنان شرکت کرد. در طول نبرد در روستا، نه نفر از نیروهای این لشکر کشته و چند تن دیگر زخمی شدند. واحدهای این لشکر همچنین در عملیاتی با هدف انجام یک حمله عمودی پهلوگیری و فرود چتربازان در عمق خاک لبنان و در امتداد رودخانه لیتانی شرکت کردند. پس از آنکه نیروهای حزب‌الله موفق به سرنگونی یک هلیکوپتر یاسور شدند، آیزنبرگ و فرمانده ستاد فرماندهی شمالی؛ اودی آدام، تصمیم به توقف عملیات گرفتند. نیروهای این لشکر در لبنان در یک عملیات ترکیبی که شامل پرواز نیروهایی بود که توسط نیروهایی که پیاده به آنها پیوسته بودند، تقویت می‌شدند، فعالیت می‌کردند. پس از تصمیم به توقف عملیات، جنگجویان آیزنبرگ، از هر دو تیپ چترباز و تیپ ۵۵، تا زمان اجرای آتش‌بس به تروریست‌ها و موشک‌اندازها حمله کردند. آیزنبرگ به مدت یک سال دیگر پس از جنگ به فرماندهی لشکر ادامه داد و در جذب درس‌های جنگ به واحدهای لشکر نقش داشت. عملکرد لشکر در طول جنگ در گزارشی توسط کمیته وینوگراد مورد انتقاد قرار گرفت.
در سال ۲۰۱۳، یک گردان ذخیره مهندسی در لشکر ۹۸ چترباز هائش، متشکل از رزمندگان سپاه مهندسی رزمی، به عنوان بخشی از درس‌های جنگ، تأسیس شد.
در سال ۲۰۱۵، تیپ کماندویی جدید، که شامل واحد ماژلان، واحد ایگوز، واحد ریمون و یگان دودیوان می‌شود، تابع این لشکر شدند. در سال ۲۰۱۶، واحد توپخانه این لشکر، تحت عنوان واحد فایربال، منحل شد.
در سال ۲۰۱۹، به عنوان بخشی از طرح چند ساله، واحد فلاخن داوود تابع لشکر ۹۸ چترباز شد. در سال ۲۰۲۰، واحد چندبعدی به این لشکر اضافه شد، یک واحد آزمایشی چند سلاحی با هدف مکان‌یابی سریع و نابودی نیروهای دشمن. در سپتامبر ۲۰۲۰، این یگان به واحد بزک منتقل شد.
در مارس و آوریل ۲۰۲۰، به عنوان بخشی از شیوع ویروس کرونا در اسرائیل، لشکر ۹۸ چترباز ماموریت‌های رفاهی، تخلیه بیماران و لجستیکی را برای فرماندهی جبهه داخلی در بنی براک انجام داد.

## سازمان
لشکر ۹۸ چترباز هائش از ۵ تیپ تشکیل شده است:
- تیپ ۳۵ چترباز
- تیپ ۵۵ چترباز
- تیپ ۸۹ عوز
- تیپ ۵۵۱ کماندویی
- تیپ ۲۱۴ توپخانه